# Auberti
La famiglia Auberti (o Aubert) proviene dalla Francia, allorché probabilmente verso gli inizi del 1700, da Jauniers nella Val Barcelonette (Savoia) andò a stabilirsi a Santo Stefano Belbo dove impiantò una filanda.
Il trasferimento della famiglia a Castagnole delle Lanze avvenne verso 1750,  fu poi durante il secolo scorso che gli Auberti vennero acquistando una crescente importanza per patrimonio, titoli e cariche pubbliche. La posizione sociale degli Auberti tende ad emergere già a cavallo tra il Settecento e l’Ottocento, quando i nuclei familiari del catasto sono tre e dalle tassazioni si può rilevare il loro stato di possidenti, mentre nello sfondo si delineano alcune figure di ecclesiastici, di militari, di uomini di legge e persino un ingegnere.

## L'ascesa
Durante il periodo della dominazione francese e napoleonica, ed esattamente negli anni tra il 1808 e il 1813, l'avvocato Pietro e Giuseppe Auberti risultano aver ricoperto la carica di sindaco di Castagnole delle Lanze, mentre il canonico Michele A. Auberti era chiamato a reggere la vicaria generale della diocesi di Asti. Durante l’età della Restaurazione, il citato Giuseppe Auberti fu sindaco tra il 1821 e il 1825, mentre lo stesso incarico fu, tra il 1844 e parte del 1849, affidato a Giovanni Auberti.
Quest'ultimo si era sposato con l’astigiana Marianna Notari, che agli Auberti porterà in eredità una cascina, conosciuta come cascina della “Garera”, ricca di 48 “giornate” di terreni e di una costruzione civile e rustica, la quale tuttora troneggia sulla valle di Santa Maria con le sue strutture un po’ simili a quelle di una fortezza. Da tali nozze nacque il figlio più illustre dell’illustre famiglia castagnolese degli Auberti: quella dell’avv. Comm. Pietro Auberti (1832-1915), che fu la figura di gran lunga più rappresentativa della vita politico-amministrativa della Castagnole della seconda metà dell’Ottocento. L’attività pubblica attrasse fin dalla giovinezza quest’uomo, fornito di grandi capacità intellettive, di notevoli vedute in ordine ai problemi da affrontare per favorire un ordinato progresso amministrativo, di un acuto fiuto che naturalmente si estendeva anche al settore degli affari privati, di un’eloquenza forbita e suasiva che all’occorrenza si faceva dialetticamente rigorosa.

## Possedimenti
Nel giro di dieci anni, e cioè tra il 1871 e il 1881, si registrarono ben 46 atti pubblici attinenti ad acquisti, vendite, prestiti e permute. Gli Auberti si possono considerati nel quadro di quella tipica borghesia di notabili che si sentiva legata alla proprietà della terra e, più in genere dei beni immobili, sentendosi in obbligo di conservarla, concependola come garanzia di una durata per la famiglia e il nome. A riprova di ciò, nel 1877 il maggior contribuente di Castagnole era l’avv. Pietro Auberti, il cui importo di imposte ammontava a lire 3.575; più che doppio del secondo in graduatoria (avv. Paolo Dogliotti con lire 1.249) e quasi quadruplo dei terzi (l’avv. Candido Piano e il generale Morata con 905).
A Castagnole delle Lanze possedevano un palazzo, in passato chiamato Palazzo Madama, compreso tra la via detta Auberti (già Roma) e l’attuale Piazza Marconi. Quanto al caseggiato, anch’esso di stile gentilizio, sito in Via Ruscone, fu acquistato nel corso del Settecento dai De Canis (la famiglia da cui nacque, a Magliano Alfieri, lo storico Gian Secondo), mentre la parte dello stesso, che è prospiciente al municipio, fu acquistata nel 1862 dai Birago-Alfieri, il casato con cui a Castagnole cessò ogni residuo segno di dominazione feudale.
Fu, altresì, fatta costruire dagli Auberti, o in parte essi ne divennero proprietari, tutta la catena di abitazioni, di locali, di rustici che, muovendo dalla ora scomparsa cascina di San Pietro, sita in Piazza Nuova, proseguiva lungo i portici dell’attuale via Ener Bettica, arrivando alla piazza Marconi fino oltre l’angolo della piazza del Rondò: tutta una continuità di fabbricati, ove il monopolio della proprietà s’infranse soltanto quando nel 1886 venne ceduta ad Albino Ellese, per la somma di 18.000, la casa che si affacciava sulla piazza principale del centro storico di Castagnole, con relativi negozio e forno, ad Albino Ellese.